# Сегль, Ромен
Ромен Сегль (фр. Romain Seigle; род. 11 октября 1994 в Вьене, департамент Изер Франция) — французский профессиональный шоссейный велогонщик, выступающий за команду мирового тура «Groupama-FDJ».

## Достижения
2012
1-й  — Чемпион Европы по циклокроссу (юниоры)
2016
1-й — Тур Мозеля — Генеральная классификация
2017
4-й — Circuit des Ardennes — Генеральная классификация
10-й — Тур Савойи — Генеральная классификация